# Ormosia hengchuniana
Ormosia hengchuniana är en ärtväxtart som beskrevs av T.C.Huang, S.F.Huang och K.C.Yang. Ormosia hengchuniana ingår i släktet Ormosia och familjen ärtväxter. Inga underarter finns listade i Catalogue of Life.